# エヌグ
エヌグ（Enugu）は、ナイジェリアの都市。エヌグ州の州都。人口は688,862人（2007年）。
近隣の都市としては、約85キロ西のオニチャ、150キロ南のアバ、180キロ北東のマクルディなどが挙げられる。イボ人の住民が多い。

## 歴史
1909年、近くに炭鉱があったことから街が形成された。1912年にはポート・ハーコートまで鉄道が通じた。1967年から1970年まではビアフラ共和国（ナイジェリアからの独立を図った国家）の首都であった。ただし、ビアフラ戦争の勃発によってまもなくエヌグが陥落したため、事実上の首都はウムアヒアへと移転した。

## スポーツ
エヌグ・レンジャーズがエヌグを本拠地とするスポーツクラブ。オーガスティン・オコチャはこのクラブでキャリアをスタートさせた。1970年代から80年代にかけて、幾度かナイジェリア国内リーグで優勝を果たした。

## 出身者
- オーガスティン・オコチャ(Augustine Okocha)(1973年～)：男性。サッカーナイジェリア代表。
- チママンダ・ンゴズィ・アディーチェ(Chimamanda Ngozi Adichie)(1977年～)：女性。イボ人。作家。
- アンソニー・ヌジョクアニ(Anthony Njokuani)(1980年～)：男性。総合格闘家。ムエタイ。
- ピーター・ウタカ(ヴァンフォーレ甲府)